# 諾奎湖
6°26′00″N 2°27′00″E / 6.433333°N 2.45°E

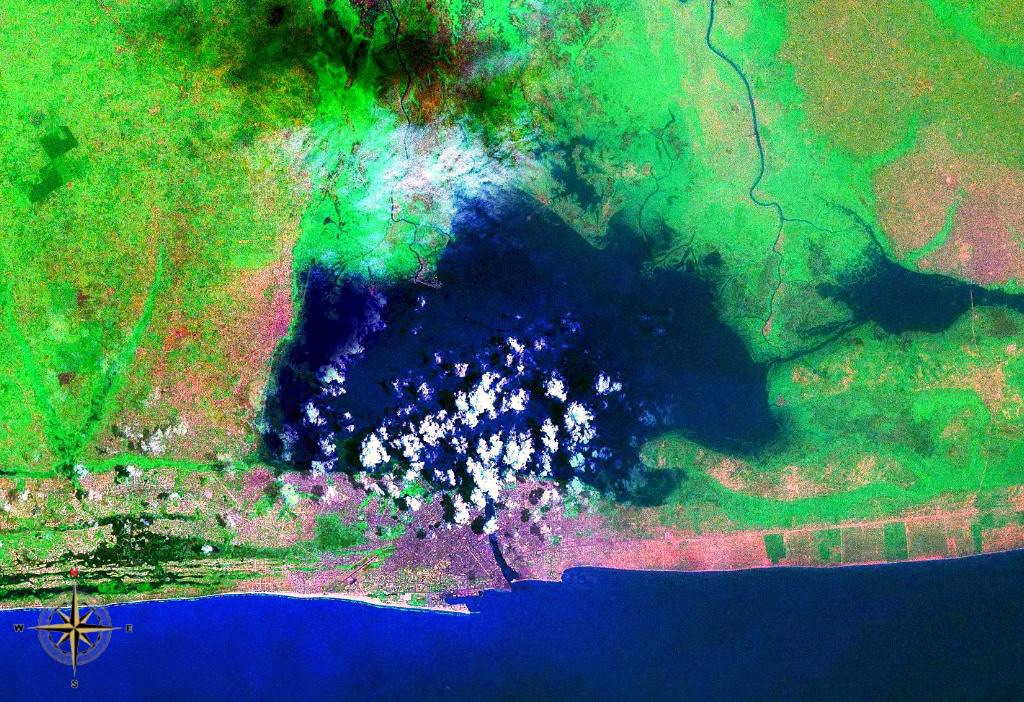

諾奎湖（法語：Lac Nokoué）是貝寧的湖泊，位於該國南部，長20公里、寬11公里，面積49平方公里，韋梅河注入該湖，湖畔城鎮有科托努，湖泊有超過78種魚類棲息。